# Johann Christian Woyzeck

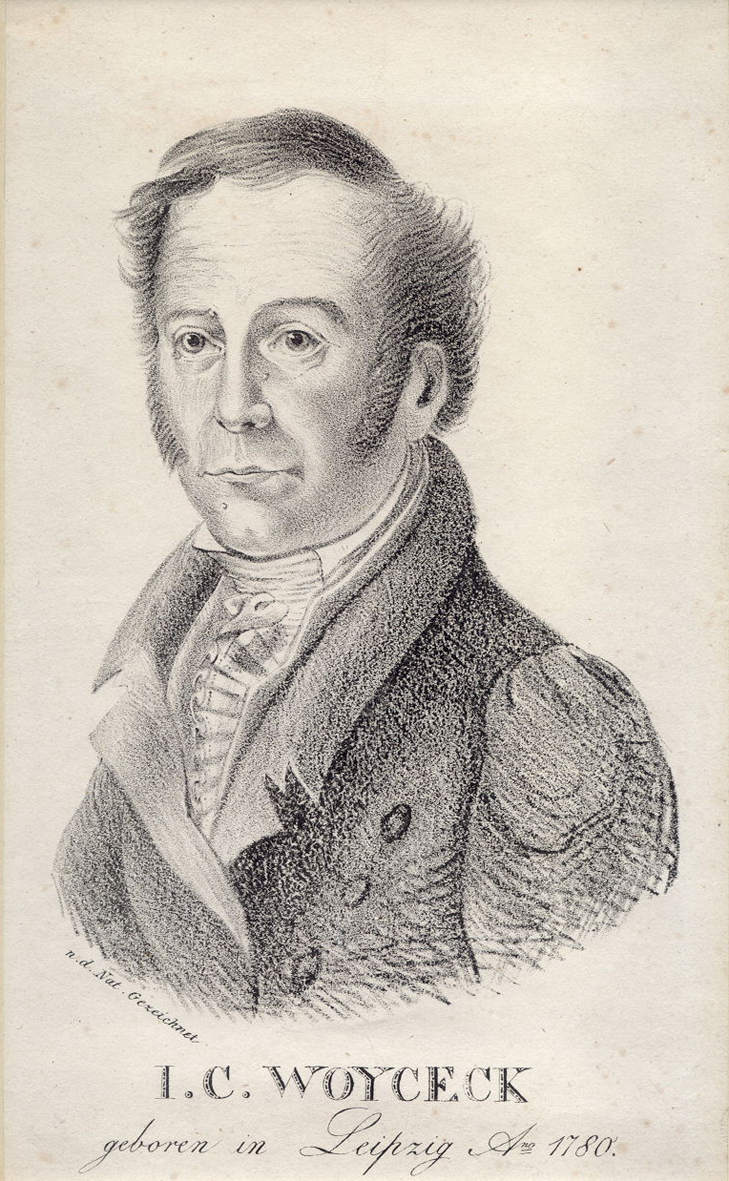
Johann Christian Woyzeck

Johann Christian Woyzeck (* 3. Januar 1780 in Leipzig; † 27. August 1824 ebenda) war ein deutscher Soldat, der wegen Mordes an der Chirurgenwitwe Johanna Christiane Woost hingerichtet wurde. Seine Geschichte diente Georg Büchner (1813–1837) als Vorlage für sein Drama Woyzeck.

## Leben
Johann Christian Woyzeck wuchs in Leipzig auf, verlor mit acht Jahren die Mutter und mit 13 Jahren den Vater. Er machte eine Lehre als Perückenmacher. In Leipzig lernte Woyzeck sein späteres Opfer, Johanna Christiane Woost, kennen.
Seine Wanderjahre begannen 1798. Er reiste umher, ging verschiedenen Berufen nach und ließ sich als Soldat anwerben. Er lernte 1807 im Dienst mecklenburgischer Truppen in Stralsund eine Frau mit Namen Wienberger(in) kennen. Sie hatten gemeinsam ein Kind, es kam jedoch nicht zur Heirat zwischen den beiden.
1818 ging Woyzeck wieder nach Leipzig zurück, wo er ein Verhältnis mit der Witwe Woost hatte. Er fing an zu trinken und wurde eifersüchtig, da Woost auch Kontakte zu anderen Soldaten hatte. Er misshandelte sie häufig, wechselte seine Unterkünfte genauso wie seine Berufe. Woyzeck hörte Stimmen, die ihn aufforderten, Johanna Christiane Woost umzubringen. Er ignorierte die Stimmen, misshandelte Woost aber weiterhin. Irgendwann kaufte sich Woyzeck von dem wenigen Geld, das er hatte, eine abgebrochene Degenklinge, die er mit einem Griff versah.
Am 2. Juni 1821 verabredeten sich Woyzeck und Woost. Sie war jedoch nicht da, sondern traf sich mit einem Soldaten. Woyzeck begegnete ihr am Abend und erstach sie. Er stellte sich noch am selben Abend der Polizei.

### Prozess
Der Prozess gegen Woyzeck zog sich über drei Jahre hin. Am 16. August 1821 wurde die Verteidigungsschrift eingereicht. Daraufhin erschien in einer Nürnberger Zeitung eine Nachricht, der Angeklagte habe an „periodischem Wahnsinn“ gelitten. Woyzecks Verteidiger beantragte eine gerichtsärztliche Untersuchung des Gemütszustandes seines Mandanten. Ein erstes Gutachten wurde von Johann Christian August Clarus (1774–1854) erstellt, der ihm nach fünf Gesprächen die Zurechnungsfähigkeit attestierte. Das Gericht verurteilte Woyzeck am 22. Februar 1822 zum Tod. Die Hinrichtung wurde auf den 13. November 1822 angesetzt. Folgende Gnadengesuche wurden abgelehnt.
Wenige Tage vor dem Hinrichtungstermin bestätigte ein Augenzeuge Woyzecks Verwirrung. Am 10. November 1822 wurde die Vollstreckung ausgesetzt. Es wurde ein weiteres Gutachten erstellt. Beim Gutachter handelte es sich erneut um Clarus. Im Januar und Februar 1823 führte er noch einmal fünf „Unterredungen“ mit dem Angeklagten. In seinem zweiten Gutachten vom 28. Februar 1823 bestätigte er erneut Woyzecks Zurechnungsfähigkeit – trotz zahlreicher Hinweise auf eine Krankheit des Verurteilten. Hinweise, die Clarus selbst in seinem Gutachten gab, waren:
- Woyzeck litt seit Jahren unter anhaltenden Depressionen („tiefsinnig“ vermerkt Clarus zweimal), die bei ihm zu einem Suizidversuch führten und der Gedanke an Selbstmord hätte ihn nie verlassen. „Stimmen“ hätten ihm zugerufen: „Spring ins Wasser“.
- Woyzeck litt unter Herzjagen und wurde von dem Gefühl gequält und geängstigt, sein Herz werde „mit einer Nadel berührt“. In Stresssituationen, z. B. wenn der Gutachter seine Zelle betrat, zitterte er am ganzen Leib und war nicht in der Lage, seinen Kopf stillzuhalten.
- Schwere Anfälle traten, von Zeitgenossen bezeugt, periodisch auf.
- Woyzeck erlebte „Gefühlshalluzinationen“; er sei „gezupft“ worden, „es“ ging „neben ihm“.
- Unverkennbar waren Symptome der Schizophrenie und der Depersonalisation. Clarus berichtete, er habe „streitende Stimmen“ gehört und unter dem Zwang, laut redend „allerhand bei sich auszufechten“, gelitten. Er hörte „unterirdisches Glockenläuten“ und „Stimmen“, die ihm zuriefen: „O, komm doch!“ Eine „Stimme“ habe ihn aufgefordert: „Stich die Frau Woostin tot!“. „Es habe um ihn geschrien.“
- Der Verurteilte habe Sinnestäuschungen gehabt, er sah „feurige Streifen“ am Himmel.
- Diese Erscheinungen baute er in ein Wahnsystem ein: „Geister“ und „die Freimaurer“ verfolgen ihn, seien Drahtzieher seines Unglücks, wollten ihn umbringen – er litt ganz offensichtlich unter Verfolgungswahn.

Am 4. Oktober 1823 erklärte das zuständige Gericht, Woyzecks Zurechnungsfähigkeit sei erwiesen. Am 12. Juli 1824 befahl der Kriminalrichter und spätere Bürgermeister von Leipzig Christian Adolf Deutrich (1783–1839) die Vollstreckung.

### Die Hinrichtung

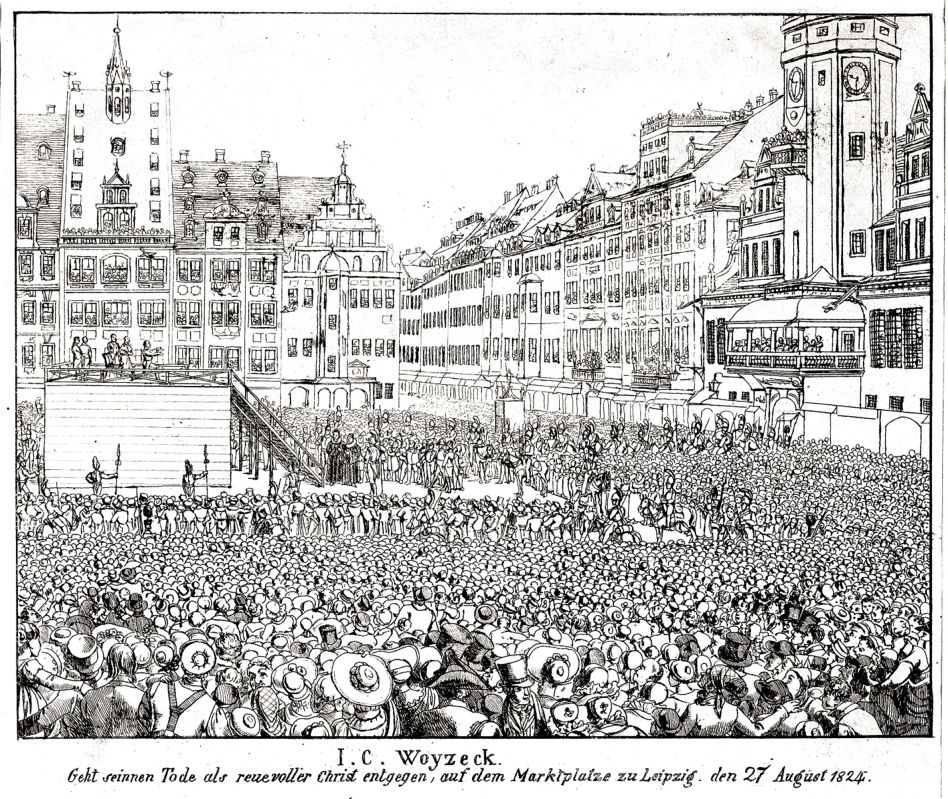
Grafik von Woyzecks Hinrichtung auf dem Marktplatz in Leipzig

Der ersten öffentlichen Hinrichtung in Leipzig seit dreißig Jahren wohnten am 27. August 1824 mehrere tausend Schaulustige bei. Es war die letzte öffentliche Hinrichtung, die innerhalb der Stadt Leipzig stattfand, obwohl die „neue Scharfrichterey“ auf den Wiesen nördlich des Gerberviertels bereits mehrere Jahre bestand. Dort wurde am 15. Juni 1854 auch die letzte öffentliche Leipziger Hinrichtung überhaupt durchgeführt, die den Raubmörder Carl August Ebert betraf.
Über Woyzecks Hinrichtung berichtet Ernst Anschütz in seinem Tagebuch:

„Freitag, den 27. August (1824). Heiter und sehr warm. Hinrichtung des Delinquenten Woyzeck. Das Schafott war mitten auf dem Markt gebaut. 54 Cürassiere von Borna hielten Ordnung um das Schafott; das Halsgericht wurde auf dem Rathause gehalten. Kurz vor halb 11 Uhr war der Stab gebrochen, dann kam gleich der Delinquent aus dem Rathause, Goldhorn und Hänsel gingen zur Seite und die Rathsdiener in Harnisch, Sturmhaube und Piken voran, rechts und links; die Geistlichen blieben unten am Schafott; der Delinquent ging mit viel Ruhe allein auf das Schafott, kniete nieder und betete laut mit viel Umstand, band sich das Halstuch selbst ab, setzte sich auf den Stuhl und rückte ihn zurecht, und schnell mit großer Geschicklichkeit hieb ihm der Scharfrichter den Kopf ab, so daß er noch auf dem breiten Schwerdte saß, bis der Scharfrichter das Schwerdt wendete und er herabfiel. Das Blut strömte nicht hoch empor; sogleich öffnete sich eine Fallthür, wo der Körper, der noch ohne eine Bewegung gemacht zu haben auf dem Stuhl saß, hinabgestürzt wurde; sogleich war er unten in einen Sarg gelegt und mit Wache auf die Anatomie getragen. Alsbald wurde auch schnell das Schafott abgebrochen, und als dies geschehen war, ritten die Cürassiere fort. Die Gewölbe, die vorher alle geschlossen waren, wurden geöffnet und alles ging an seine Arbeit. Daß Vormittags keine Schule war, versteht sich.“

## Nachwirkungen
Der Fall, der überregional große Resonanz fand, inspirierte das Werk Woyzeck des Dramatikers Georg Büchner, geschrieben zwischen 1836 und 1837 und infolge seines Todes unvollendet. Hiervon wurden unter anderem die Oper von Alban Berg mit dem Titel Wozzeck und eine ganze Reihe von Verfilmungen inspiriert, darunter die gleichnamigen von Werner Herzog aus dem Jahr 1979 und die von Giancarlo Cobelli aus dem Jahr 1973. Zuletzt befasste sich Steve Sem-Sandberg in seinem Roman W. mit dem historischen Fall.